# (481) Эмита
(481) Эмита (лат. Emita) — астероид главного пояса, который принадлежит к тёмному спектральному классу C и, согласно исследованиям B. Carry, обладает очень высокой плотностью. Он был открыт 12 февраля 1902 года итальянским астрономом Луиджи Карнера в обсерватории Хайдельберг.

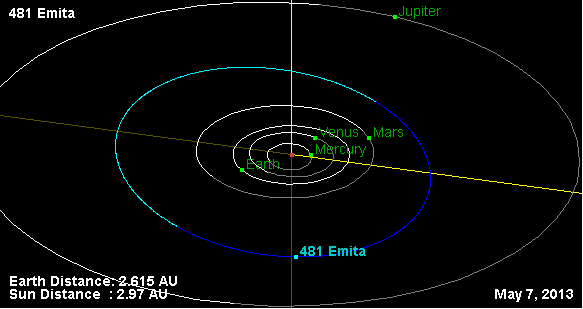
Орбита астероида Эмита и его положение в Солнечной системе